# Santa Lucía Ocotlán
Santa Lucía Ocotlán es una localidad del estado mexicano de Oaxaca, cabecera del municipio del mismo nombre.

## Historia
Santa Lucía fue fundada por personas provenientes de Zaachila, estas personas hablaban zapoteco del valle y por eso es que en Santa Lucía se habla idioma zapoteco.
Este pueblo fue llamado Santa Lucía en honor a la virgen, que fue encontrada en una loma a unos metros fuera de la población, en donde se le hizo una pequeña capilla donde fue colocada ahí las personas la iban a visitar y le llevaban flores y veladoras pero después de una semana la virgen ya no estaba en la capilla sino afuera, y por este motivo las personas del pueblo la llevaron al centro de la población en donde le
construyeron su iglesia y hasta la fecha sigue ahí.
Hechos históricos
Cuentan algunas personas que en tiempos de la revolución los ejércitos de Emiliano Zapata tomaron como base unos pequeños cerros situados cerca de la población en donde los ejércitos pedían alimentos para continuar con su lucha.

## Religión
En Santa Lucía la religión más profesada es la católica, también hay otras religiones como los testigos de Jehová y los cristianos. El pueblo cuenta con una iglesia católica que tiene imágenes de distintos santos y, por supuesto, la de la patrona del pueblo que fue hallada en la loma.
El censo de población y vivienda indica que 3 549 personas profesan la religión católica, 38 personas profesan alguna religión distinta de la católica y solo 1 persona señaló no profesar ninguna religión.

## Servicios del pueblo
El pueblo cuenta con varios planteles educativos como el jardín de niños llamado "Niños Heroes",
escuela primaria matutina "Emiliano Zapata", vespertina "Francisco Villa" y la secundaria técnica Nº 178.
El pueblo cuenta con un centro de salud.
Para abastecerse las personas del pueblo tienen que viajar hasta la capital que es Ocotlan en donde los días viernes se realiza la plaza en donde todos los poblados cerca viajan a vender sus productos como alimentos, ropa, etc.
También en el pueblo hay tiendas para las necesidades de las personas.
Cuenta con dos canchas de fútbol una situada de tras del municipio y otra situada a fueras del pueblo en una pequeña loma cerca de donde se encontró a la virgen, cuenta con una cancha de babyfut y una de baloncesto.
El pueblo cuenta con los servicios de agua potable, recolección de basura, alumbrado público.
para salir del pueblo a la capital (Ocotlan)el pueblo tiene dos caminos uno de terraceria y el otro esta pavimentado.

## Tradiciones
La Guelaguetza.
Es una hermosa fiesta que se celebra cada año en el mes de julio, esta fiesta consiste en que las personasvan a la loma a ver bailables de la región de Oaxaca después de los bailables se acostumbra ver a las personas que subirán el palo encebado, el palo encebado consiste en que un grupo de personas trate de subir hasta la punta del tubo lleno de grasa, en la punta del tubo se encuentran muchos regalos como camisas, pantalones, cerveza, dinero, trastes, etc,
Hay que mencionar que en algunos años al concluir los bailables y antes de observar el palo encebado, se ha llevado a cabo lo que llaman "marranito (o puerquito) encebado", que al igual que el palo encebado está cubierto de grasa, con la finalidad de que su captura resulte un poco difícil; el hecho de que haya o no marranito encebado depende exclusivamente de la autoridad en turno, pues esta es una actividad opcional.
Fiesta Patronal
La fecha del 13 de diciembre es de suma importancia para los habitantes de esta población pues está dedicado a la Virgen Patrona del pueblo, Santa Lucía.  Si bien existen otras mayordomías celebradas a lo largo del año y que se dedican a otros santos, la principal es la de la Virgen de Santa Lucía.
La preparación para esta mayordomía se inicia con un año de anticipación, pues es entonces cuando se nombra al mayordomo que presidirá las fiestas. Las festividades empiezan también con anticipación: una semana antes se prepara el chocolate y el mole que se dará a los invitados. Asimismo, los oficios religiosos como rosarios y misas en honor a la virgen empiezan días previos. 
La noche del 11 de diciembre se lleva a cabo una calenda que recorre todas las calles del pueblo y que termina en las primeras horas del día siguiente. En la noche del 12 de diciembre,  se queman los fuegos artificiales en forma de toritos, guajolotes y el tradicional castillo. 
El día de la fiesta principal, el 13 de diciembre, se ofrecen misas en diferentes horarios y en ellas los pobladores dan gracias a la Virgen por los favores recibidos.